# Aglio di Vessalico
L'aglio di Vessalico è una varietà di aglio, coltivato negli 11 comuni che compongono il territorio dell'alta valle Arroscia.
Il nome è legato alla fiera (fera) che si tiene a fondo valle nel comune di Vessalico (un documento il Liber Decretorum Communitatis Vessatici la fa risalire all'anno 1760).

## Caratteristiche distintive
Le caratteristiche principali di questa varietà sono l'aroma intenso accompagnato da un gusto delicato, è un aglio molto digeribile ed ha una buona conservabilità; queste caratteristiche vengono date dal clima mite (la valle Arroscia si trova ai piedi delle Alpi, al tempo stesso risente ancora dell'influenza del clima della costa ligure) e dai terreni particolarmente vocati a questa coltivazione.
Ha un bulbo compatto costituito in media da dieci bulbilli, con le tuniche esterne di colore bianco-rosato (con striature rosso-violacee appena colto) ed i bulbilli di colore bianco. Questa varietà di aglio non ha infiorescenza.
Oltre a questa varietà coltivata, 39 sono le specie spontanee reperibili fra l'Appennino ligure e le Alpi Marittime.

## Produzione
La coltivazione avviene sui classici terrazzamenti liguri (le cosiddette fasce ricavate sui fianchi delle colline e sostenute da muretti a secco), il terreno è leggero e ricco di scheletro, gli appezzamenti vengono avvicendati lasciando i terreni a riposo a rotazione oppure effettuando il sovescio (con senape, rafano ecc..), al fine di evitare lo sfruttamento eccessivo ed il conseguente impoverimento degli suoli. La semina si effettua tra ottobre e gennaio. La raccolta avviene a fine giugno. Subito dopo la raccolta l'aglio viene lasciato ad asciugare all'ombra per qualche tempo (questa pratica ne aumenta la conservabilità) e poi intrecciato nelle classiche "reste" (trecce fatte con 13 o 25 bulbi), questa lavorazione ha luogo al mattino o nelle ore serali e notturne, perché la maggiore umidità delle foglie agevola l'intrecciatura dei bulbi.

## Tutela
Nell'anno 1997 la Comunità montana Alta Valle Arroscia, visto il progressivo ridursi dei produttori in valle ed il progressivo "inquinamento" del seme originale con semenze provenienti da altre zone, con una delibera ufficiale, ha deciso di adoperarsi per la tutela di questa particolare varietà ed in particolare dal 1999:

- ha creato una zona ben delimitata all'interno della fiera che raccoglieva i produttori della Valle Arroscia; identificati anche tramite il controllo delle produzioni ed il conseguente rilascio di cartellini recanti il logo della Comunità Montana.

- ha cercato i produttori che ancora possedevano il seme originale (l'antiga semenza nel dialetto locale), s'indicava così quella parte migliore d'aglio prodotto che, tramandato da diverse generazioni per antica tradizione, rappresentava il seme dell'annata successiva; questa usanza ha contribuito inconsapevolmente ad una sorta di selezione naturale del seme.

- ha supportato la creazione di un'associazione, la cooperativa "A RESTA", che tramite l'adozione di un disciplinare e rigorosi controlli interni coltiva l'Aglio di Vessalico nel rispetto delle tradizioni locali; l'unione di diversi agricoltori in quest'associazione ha permesso una migliore organizzazione dei diversi momenti della filiera; dalla semina, alla coltivazione, alla vendita e, soprattutto, valorizzazione del prodotto (attualmente la cooperativa riunisce 10 produttori).

Particolare aiuto alla valorizzazione è stato dato da Slow Food che, sensibile a questa piccola produzione, a partire dall'anno 1999, attraverso la sua Condotta di Imperia, ha riconosciuto quest'aglio, denominato appunto "Aglio di Vessalico", come "prodotto da presidiare". Il "Presidio Slow Food Aglio di Vessalico" è nato nell'anno 2000 (primo presidio ligure), anno della prima partecipazione al Salone internazionale del gusto di Torino. Nello stesso periodo, l'aglio di Vessalico, è stato censito dalla Regione Liguria ed inserito nell'Elenco nazionale dei prodotti agroalimentari tradizionali (D.M. 18/07/2000) con la denominazione “Aglio bianco di Vessalico”, e riconfermato nell'elenco con Decreto 8 maggio 2001. Nel mese di luglio 2008, grazie all'interessamento dell'assessore all'Agricoltura della Regione Liguria Giancarlo Cassini e della Comunità montana Alta Valle Arroscia, si è costituito il "Comitato promotore Aglio di Vessalico D.O.P.", al momento è in corso la richiesta di riconoscimento del marchio D.O.P..

## Usi
L'Aglio di Vessalico è largamente riconosciuto come prodotto basilare nei piatti della cucina ligure e parte integrante della dieta mediterranea.
La ricetta dell'Aiè (una crema a base di aglio), è nata proprio nei luoghi in cui viene coltivato l'Aglio di Vessalico, gli ingredienti (tuorlo d'uovo, spicchi d'aglio fresco, olio extravergine di oliva, sale) vengono amalgamati nel mortaio e serviti con patate lesse o verdure cotte, accompagnate da crostoni di pane integrale.
È conosciuto anche per le applicazioni in campo fitoterapico (è riconosciuto come: antiipertensivo - antibatterico - antielmintico, gli elmiti sono una classe di vermi che possono parassitare l'intestino - antiossidante - antitumorale (in vitro) - antitrombotico).

## Coltivazione
Per la coltivazione, si interrano gli spicchi uno ad uno, in terreno soffice, non molto profondi, alla distanza di 10–15 cm tra le piante e di 30–40 cm tra le file. L'interro va fatto in autunno inoltrato o al termine dell'inverno. L'aglio va coltivato a pieno sole e non ha bisogno di irrigazione (tranne in caso di estrema siccità). I bulbi si raccolgono al termine della vegetazione in estate, a partire dalla fine di giugno, quando la parte aerea della pianta si è seccata.

## Fiera dell'Aglio
La fiera dell'Aglio di Vessalico si tiene ogni anno il giorno 2 di luglio (solamente se il 2 cade di domenica la fiera viene anticipata al sabato), nel prato dei Canavai a Vessalico.

## Galleria d'immagini

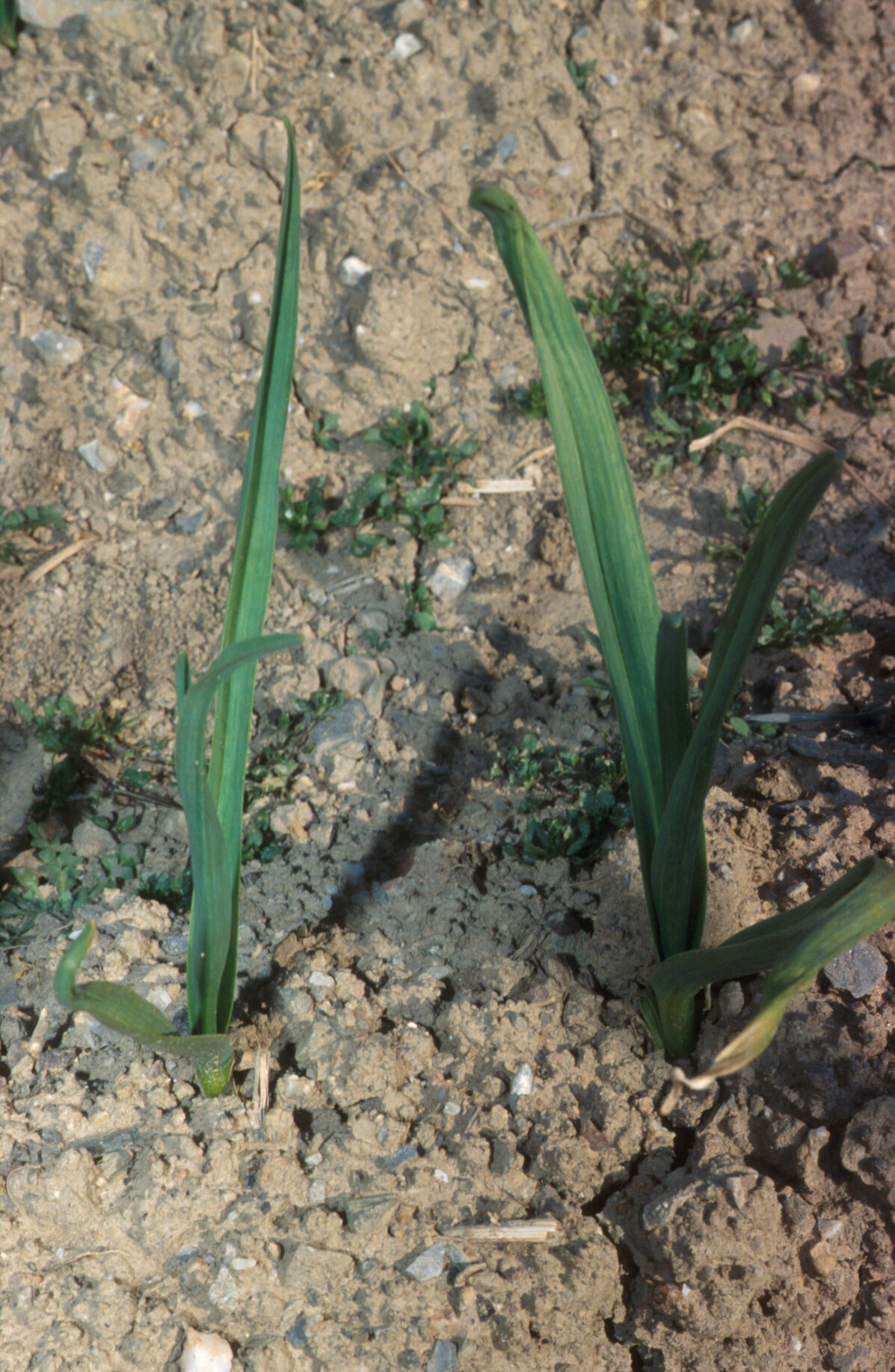
Aglio in campo in aprile
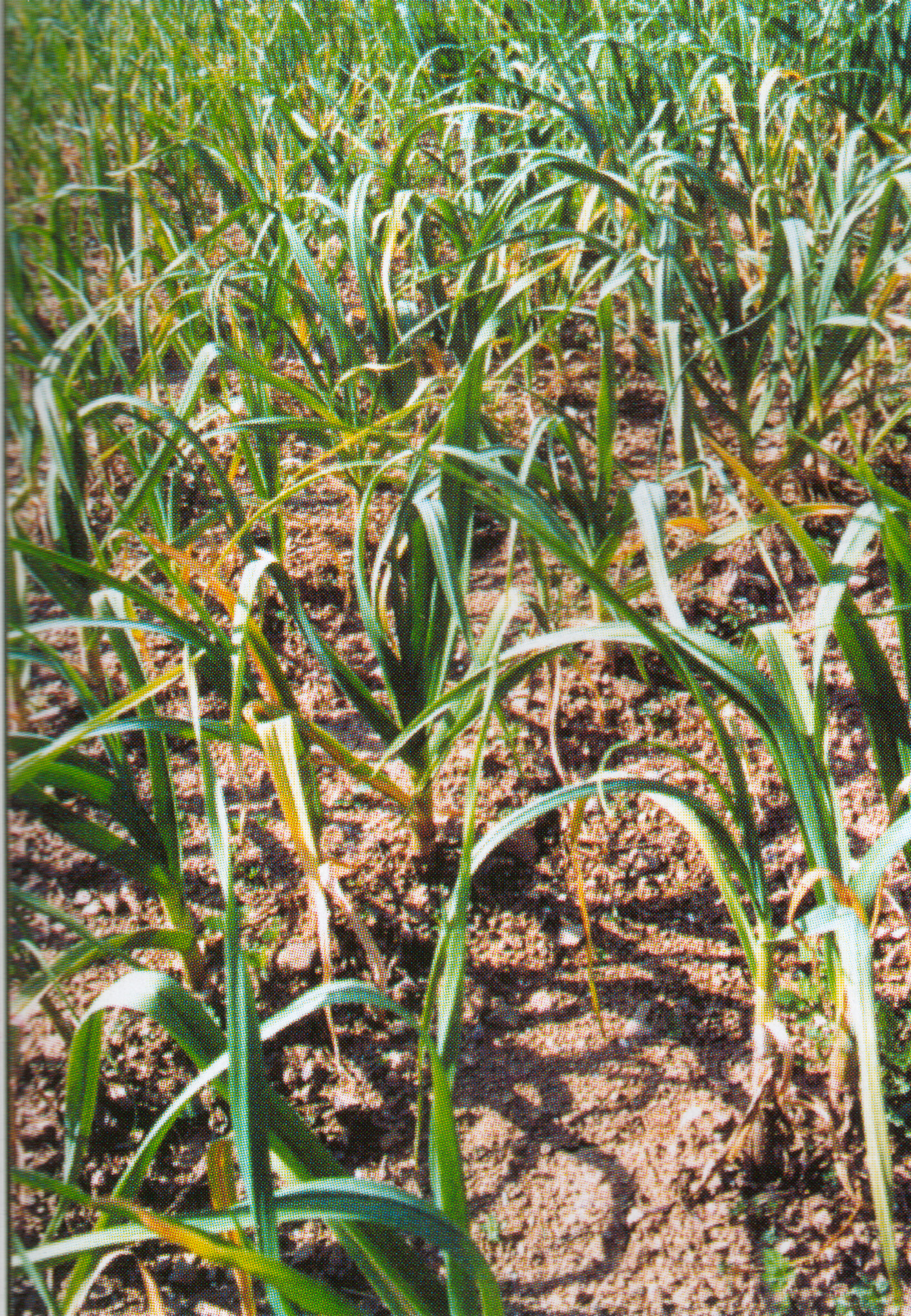
Aglio in campo in giugno
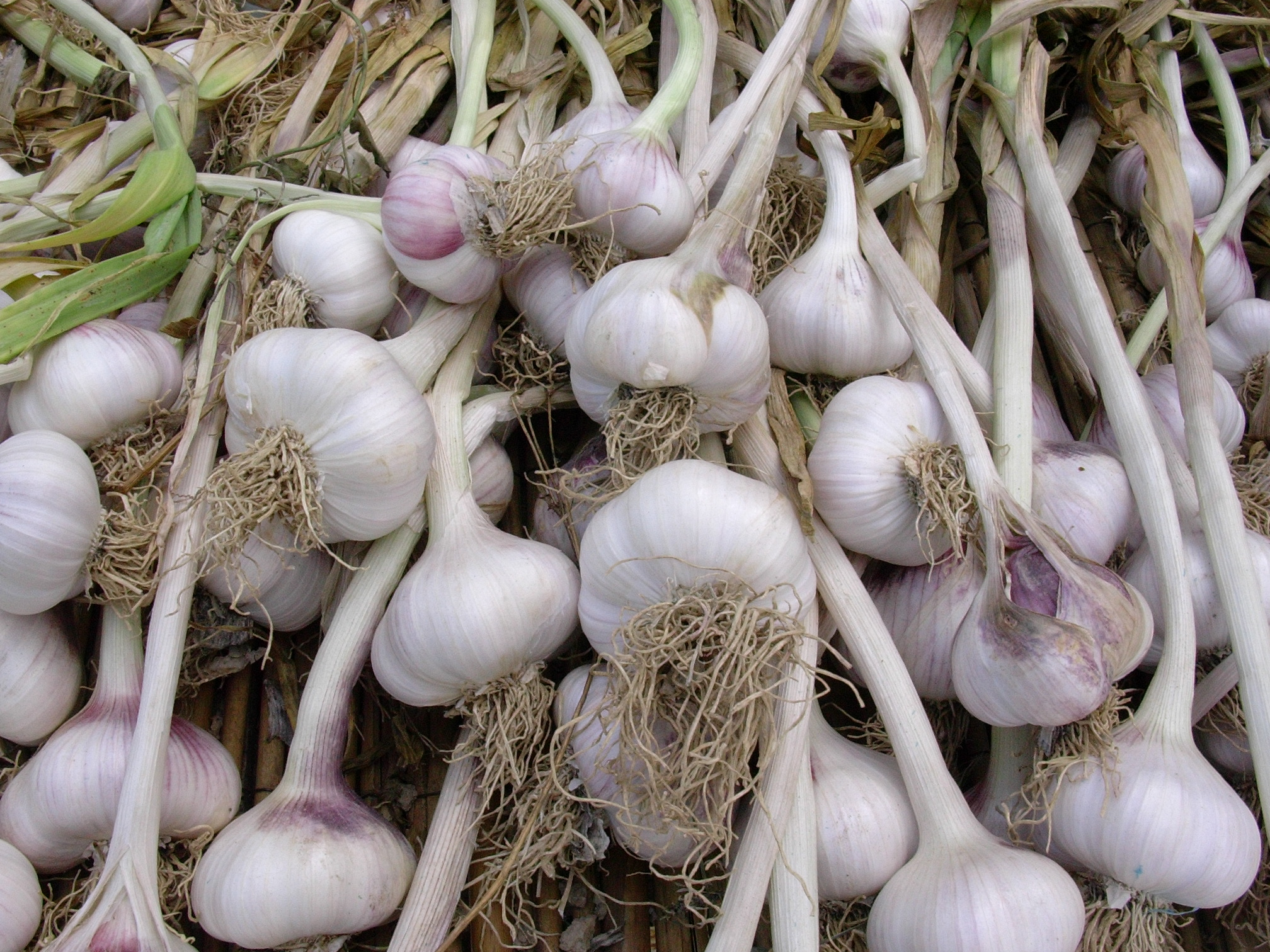
Aglio pulito dalle tuniche più esterne lasciato ad essiccare all'ombra
Confezionamento di una "resta" di aglio
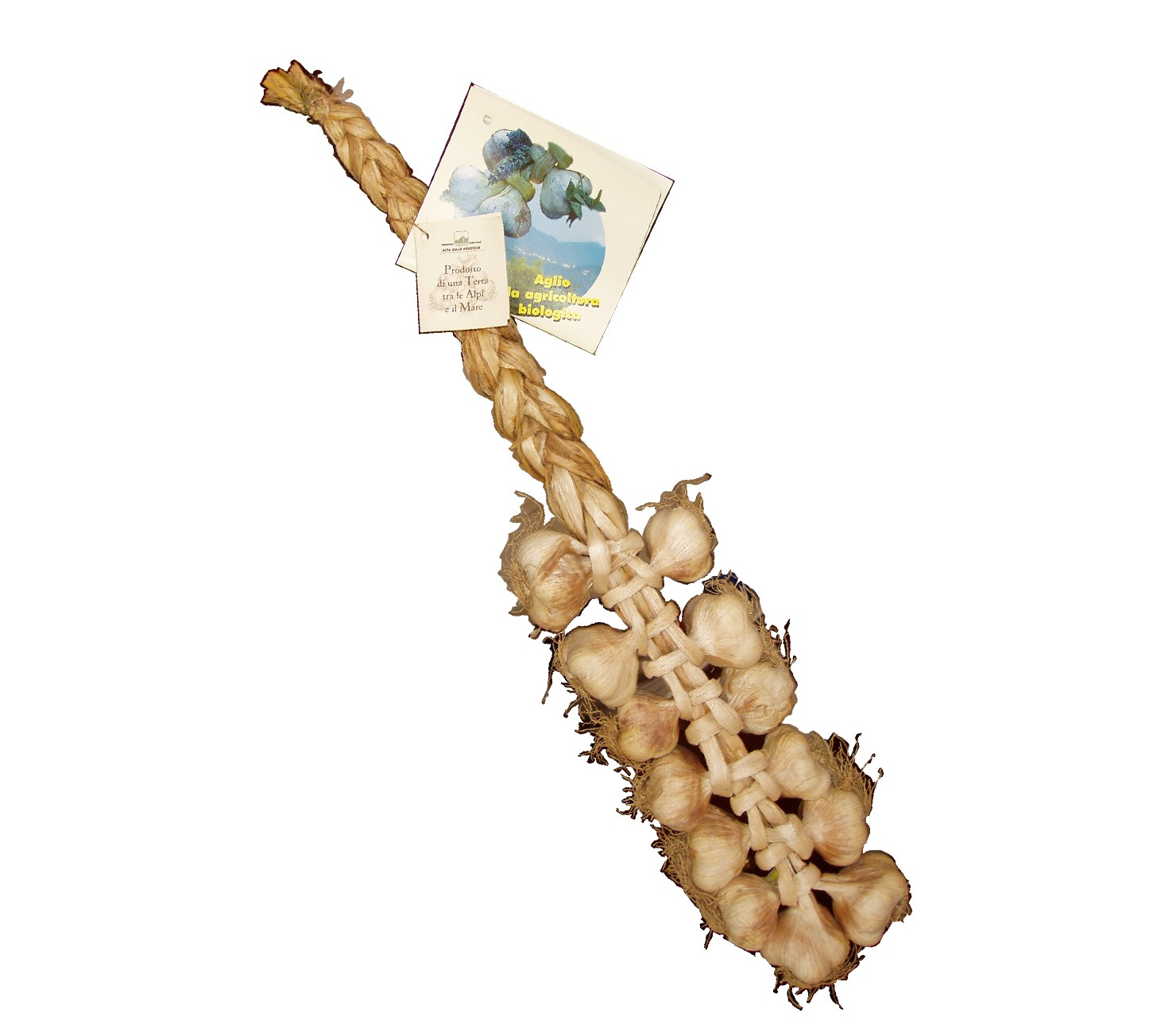
Resta di Aglio di Vessalico etichettata pronta per la vendita
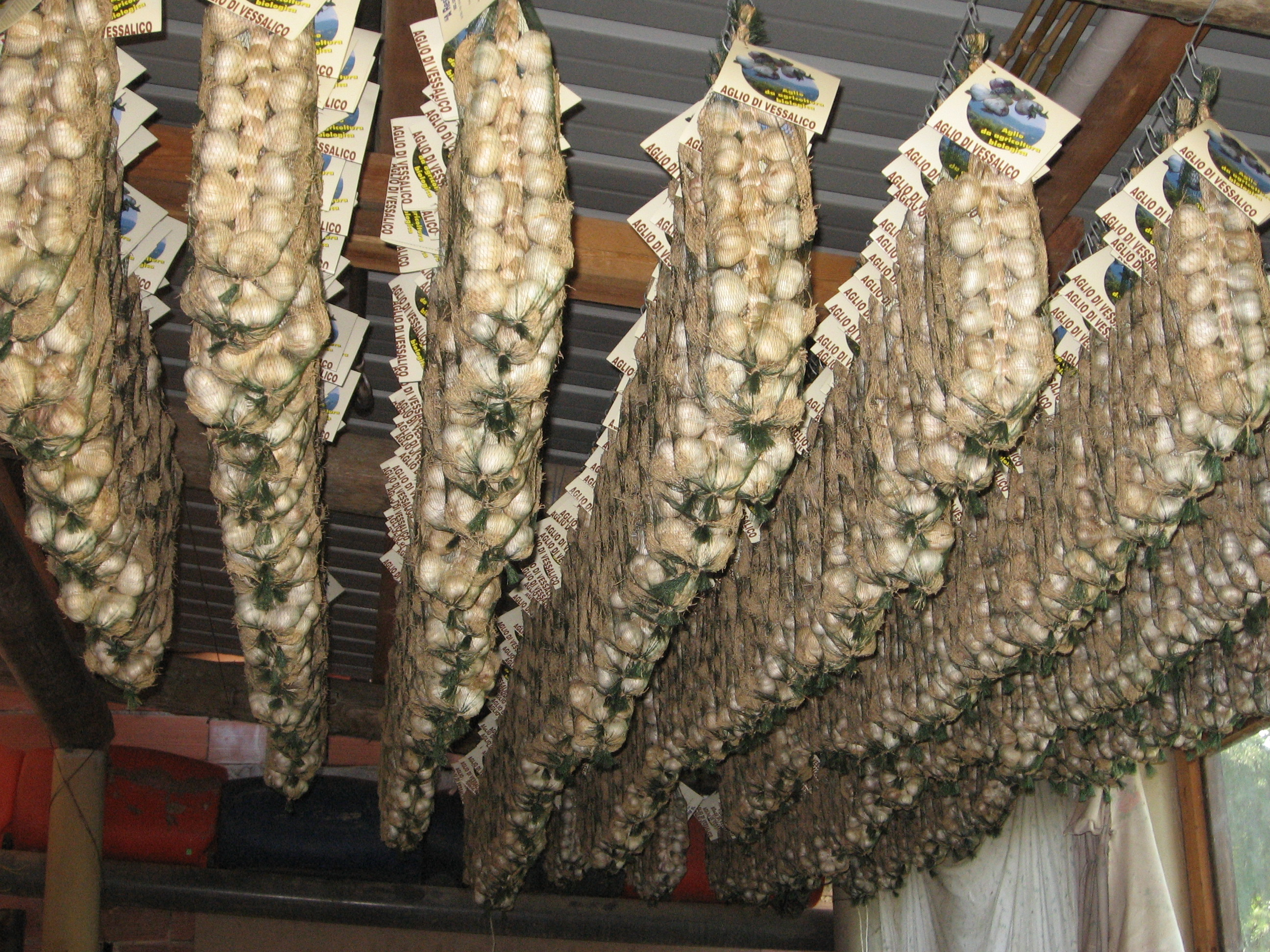
Come vengono conservate le reste dopo la loro preparazione
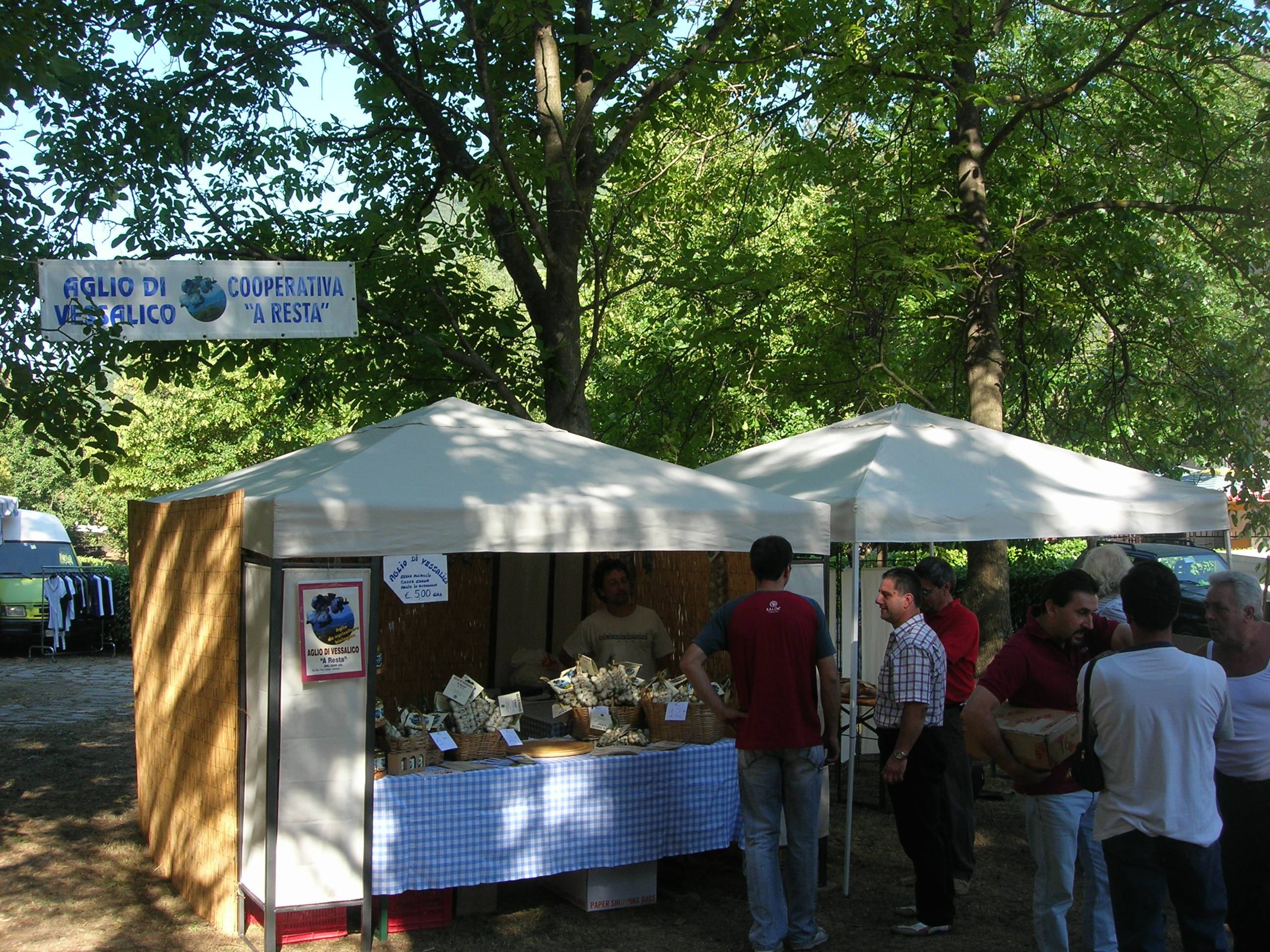
Scorcio della Fiera dell'aglio di Vessalico (anno 2006)